# 큰민도로숲쥐
큰민도로숲쥐(Apomys gracilirostris)는 쥐과에 속하는 설치류의 일종이다. 필리핀에서만 발견되며, 자연 서식지는 아열대 또는 열대 기후 지역의 습윤 저산대 숲이다. 대형 쥐로 큰 발과 긴 꼬리, 가늘고 긴 주둥이를 갖고 있으며, 필리핀집쥐속에서 형태학적으로 독특한 종이다. 몸은 부드러운 털로 덮여 있고, 주로 짙은 갈색을 띤다. 유전학 분석과 형태학적 유사성에 의한 근연종은 루손저산대숲쥐이다.